# 阿姆斯特朗环形山
阿姆斯壯陨石坑（Armstrong）是位于月球正面静海南部的一座小撞击坑，其名称取自美国宇航员、首位踏足月球之人“尼尔·阿姆斯壯”（Neil Armstrong，1930年-2012年），1970年被国际天文学联合会批准接受。

## 描述

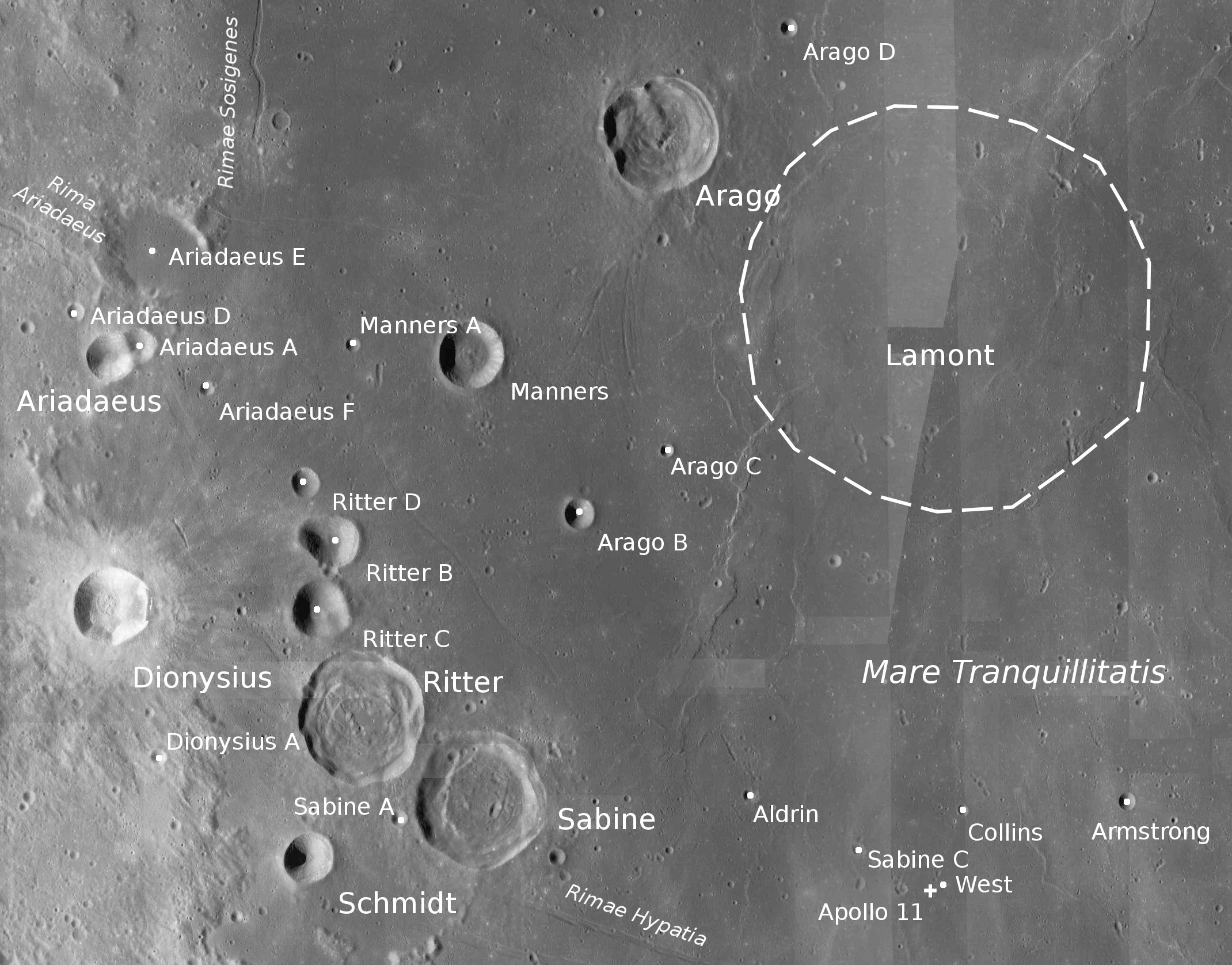
阿姆斯特朗陨石坑周边图，月球勘测轨道飞行器拍摄。

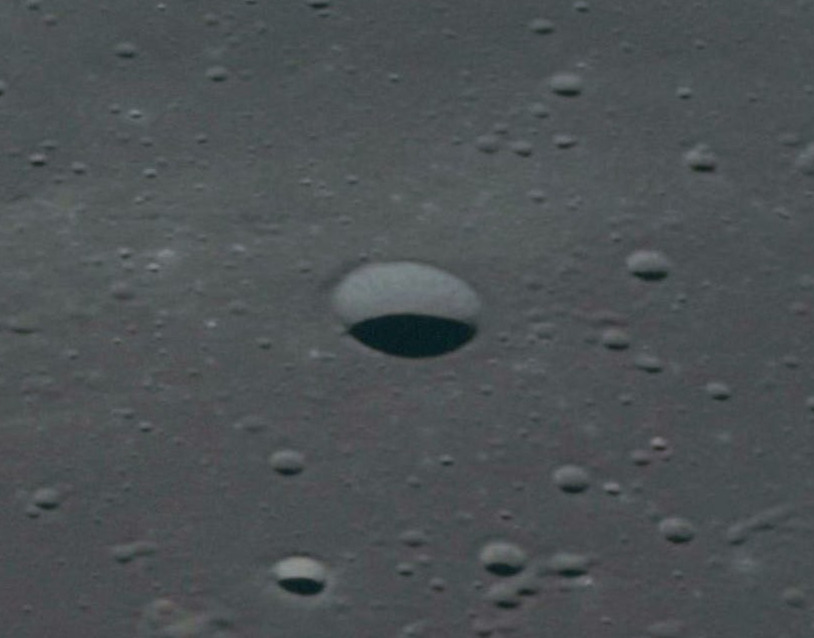
阿波罗10号拍摄的阿姆斯特朗陨石坑斜视图

该陨坑在1970年前曾被认为是一座卫星坑“萨宾 E”，西侧毗邻柯林斯陨石坑(原名萨宾 D)、奥尔德林陨石坑(原名萨宾 B)和萨宾陨石坑；西北偏北靠近拉蒙特环形山、马斯基林陨石坑位于它的东侧、西南偏南则是毛奇陨石坑。
该陨坑中心月面坐标为1°21′N 24°56′E / 1.35°N 24.94°E，分别位于直径4.21公里，深度约0.7公里。
阿姆斯特朗陨石坑外观呈圆杯状，坑壁平均高出周边地形150米，内部容积约3公里³。陨坑的形态特征隶属于ALC 型(以该类陨石坑的典型代表-卫星坑"阿尔巴塔尼 C"所命名)。

## 飞船着陆点
- 1965年2月20日世界时9时57分37秒，美国星际探测器徘徊者8号撞毁在距该陨坑以北约40公里处，其月面坐标2°43′N 24°49′E / 2.71°N 24.81°E。
- 1967年9月11日世界时0时46分44秒，美国勘测者5号探测器降落在距该陨坑以西约55公里处，其月面坐标1°25′N 23°11′E / 1.41°N 23.18°E。
- 1969年7月24日世界时16时50分35秒，美国阿波罗11号登月舱降落在距该陨坑以西南约50公里处的月球表面，其月面坐标0°41′17″N 23°25′59″E / 0.688°N 23.433°E。

## 另请参阅
- 小行星6469 阿姆斯特朗
- 奥尔德林陨石坑
- 柯林斯陨石坑